# نعام (الحريق)
نعام بلدة في منطقة وسط نجد، تتبع محافظة الحريق التابعة لمنطقة الرياض. تقع على وادي نعام الذي تقع عليه أيضاً بلدة الحريق. ونعام بلدة قديمة عرفت بهذا الاسم منذ ما قبل الإسلام، ومذكورة بنفس الاسم في مصنفات الأصفهاني (من القرن الثالث الهجري) والهمداني (القرن الرابع)، كما يرد ذكرها أيضاً في معجم البلدان لياقوت الحموي.
ومركز نعام قديم جداً.. البلد الأصل في هذا الوادي. قال الأصمعي: برك ونعام ماءان وهما لبني عقيل.

## الآثار
- القلعة، بالقرب من جامع نعام.
- بقايا سور نعام القديم.
- درب عجلان، طريق تسلكه الإبل محمله بالبضائع والحجاج.
- الحسينية، بقايا قديمة من سور ونفق وآبار.
- بقايا مجرى كبير لـ عين نعام تنبع من شعيب الزايدة وتتجه إلى الشرق وتصل إلى ما بعد الحوطة

## الموقع
نعام بفتح النون والعين وتقع في واد من أكبر أودية اليمامة يسيل مشرقاً شرقاً من أعلى قمم العارض ومن نهاية منحدراتها الغربية ويسيل بروافده الكثيرة وتتجمع أصوله عند محافظة الحريق ثم يمضي ماراً بالمفيجر وتعانقه روافد كثيرة على جانبيه حتى حوطة بني تميم.

## التسمية
سبب تسميته بنعام لأنه منتسب من الوادي نفسه ولذا يسمى وادي نعام حيث أورد بن الفقيه أنه يوجد بهذا الوادي سيح يقال له سيح نعام

## التاريخ
سكن هذا الوادي الكثير من القبائل ومن أبرزها وأشهرها قبائل بني عامر بن صعصعة حيث سكن منهم بني قشير وبني عقيل وسابقاً كان يطلق على هذا الوادي (وادي بني قشير من بني كعب بن عامر بن صعصعة من هوازن)، وسكنه أيضاً قبيلة بني هزان الذين أنشأوا محافظة الحريق التي تقع أيضاً في وادي نعام.
وقد حصل في هذا الوادي الكثير من الأحداث التاريخية المهمة مثل تحالف قبيلة بني تميم مع بني هزان ضد قبيلة بني عقيل من بني عامر بن صعصعة بقيادة شيوخهم آل عصفور العقيلي الذين كانوا يحكمون هذا الوادي وما حوله، وكانت الهزيمة للمتحالفين من بني تميم وبني هزان ويعود سبب هذه الحرب أن بني عقيل كانو يفرضون الجزية على سكان المجازة (حوطة بني تميم حالياً) مقابل ألا يغزونها وكان يسكنها بني هزان وبني تميم.
ومعركة الهزازنة مع الذواوده من القواودة من سبيع الذين حكموا الوادي بعد بني عقيل، وبعد هذه المعركة حكم الهزازنة نعام وأنشأوا محافظة الحريق وانتقلوا الذواوده إلى بادية الحريق ونعام.
وقال فيها الأمير الشاعر جعيثن اليزيدي الحنفي من بني حنيفة: فيا ناق من وادي نعام تقللي وارجي لك التوفيق ضد الشدايد فسيري وبالك لذة النوم والكرى ولو عاد من صعب الأخطار الجدايد.
ويقال يعوضك في هجر إلى قل تمره وادي برك وملهم ونعام.
وقد شاركوا أهل وادي نعام في معركة الحلوة ضد الأتراك والتي انتهت بانتصار أهل حوطة بني تميم والحلوة والحريق ونعام
والتي وصفها ابن بشر في تاريخه بأنها (ملحمة نجد الكبرى).
ويذكر المؤرخ حمد الجاسر (وقد توالت إمارة نعام على أيدي شيوخ قبائل وكان آخرهم أسرة القواوده المعروفين حالياً بالذواوده وهم من بني عامر من قبيلة سبيع، وكان ذلك عام (1040هـ) وفي هذا التاريخ انتقلت الإمارة منهم إلى رشيد بن مسعود جد الهزازنه وبقيت في ابنه راشد بن رشيد بن مسعود جد آل هلال وذريته من بعده إلى يومنا هذا وانتقلوا الذواوده إلى بادية الحريق ونعام)

## المناخ
مناخ وادي نعام صحراوي قاري، حار جاف صيفًا، ممطر ورطب أحيانًا ومعتدل في الخريف، بارد ورطب وممطر أحيانًا في الشتاء، ودافئ ممطر في الربيع. ويعد يوليو أحر أشهر السنة بمتوسط حرارة يبلغ 43.5 درجة مئوية، وفي المقابل فإن أبرد شهور السنة هو شهر يناير حيث يبلغ متوسط الحرارة 9 درجات مئوية، ويستمر فصل الصيف مابين مايو إلى سبتمبر والخريف أكتوبر ونوفمبر والشتاء ديسمبر ويناير وفبراير والربيع مارس وأبريل. أما الأمطار في وادي نعام كباقي المناطق الصحراوية تتميز بتطرف هطولها وشذوذه عن المعدل كثيرًا فقد تسجل سنة 150% فوق المعدل والسنة التي تليها لاتسجل أي قطرة مطر والأمطار بشكل عام قليلة الهطول وغير منتظمة، ويسجل الهطول في وادي نعام بشكل أكبر في فصل الربيع في شهري (مارس وأبريل) من كل عام حسب الجدول أدناه حيث يهطل مايقارب 50% من المعدل السنوي في هذين الشهرين فقط. وتعتبر الرياح السائدة في وادي نعام بشكل عام هي الرياح الشمالية وتحديدًا الشمالية الشرقية، وعند هبوبها في فصل الصيف أو الربيع بشكل نشط فإنها تكون مغبرة وتساهم في اعتدال الحرارة، بينما تقوم على خفض الحرارة كثيرًا وإلى مادون الصفر أحيانًا إذا هبت من هذا الاتجاه في فصل الشتاء، يبلغ معدل مجموع أيام الغبار في السنة 5.4 أيام ويعتبر شهر أبريل من أكثر أشهر السنة إثارة للغبار بمعدل يومين في الشهر تقريبًا.
وتشتهر بكثرة المزارع المنتجه للتمور والحمضيات والخضار بمختلف أنواعها.